# العلاقات الأندورية الإثيوبية
العلاقات الأندورية الإثيوبية هي العلاقات الثنائية التي تجمع بين أندورا وإثيوبيا.

## مقارنة بين البلدين
هذه مقارنة عامة ومرجعية للدولتين:
| وجه المقارنة                                              | أندورا                                                     | إثيوبيا                        |
| --------------------------------------------------------- | ---------------------------------------------------------- | ------------------------------ |
| المساحة (كم2)                                             | 468                                                        | 1.10 مليون                     |
| عدد السكان (نسمة)                                         | 76.18 ألف                                                  | 104.96 مليون                   |
| الكثافة السكانية (ن./كم²)                                 | 16.28 ألف                                                  | 95.42                          |
| العاصمة                                                   | أندورا لا فيلا                                             | أديس أبابا                     |
| اللغة الرسمية                                             | اللغة الكتالونية                                           | اللغة الأمهرية                 |
| العملة                                                    | يورو                                                       | بير إثيوبي                     |
| الناتج المحلي الإجمالي (بليون دولار)                      | 3.01 مليار                                                 | 80.56 مليار                    |
| الناتج المحلي الإجمالي (تعادل القوة الشرائية) بليون دولار |                                                            | 161.90 مليار                   |
| الناتج المحلي الإجمالي الاسمي للفرد دولار أمريكي          |                                                            | 619                            |
| الناتج المحلي الإجمالي للفرد دولار أمريكي                 |                                                            | 1.50 ألف                       |
| مؤشر التنمية البشرية                                      | 0.858                                                      | 0.442                          |
| رمز المكالمات الدولي                                      | +376                                                       | +251                           |
| رمز الإنترنت                                              | .ad                                                        | .et                            |
| المنطقة الزمنية                                           | ت ع م+01:00، توقيت وسط أوروبا، ت ع م+02:00، أوروبا/أندورا ‏ | ت ع م+03:00، توقيت شرق أفريقيا |

## منظمات دولية مشتركة
يشترك البلدان في عضوية مجموعة من المنظمات الدولية، منها:
| علم المنظمة | اسم المنظمة                   | تاريخ انضمام أندورا | تاريخ انضمام إثيوبيا |
| ----------- | ----------------------------- | ------------------- | -------------------- |
|             | الاتحاد الدولي للاتصالات      | 12 نوفمبر 1993      | 20 فبراير 1932       |
|             | منظمة حظر الأسلحة الكيميائية  | ?                   | ?                    |
|             | الأمم المتحدة                 | 28 يوليو 1993       | 13 نوفمبر 1945       |
|             | منظمة الشرطة الجنائية الدولية | ?                   | ?                    |
|             | يونسكو                        | 20 أكتوبر 1993      | 1 يوليو 1955         |

## وصلات خارجية
- موقع وزارة الخارجية الأندورية
- موقع وزارة الخارجية الإثيوبية